# Rhode (Svizzera)
La Rhode (plurale tedesco Rhoden) è stata un'entità territoriale e amministrativa della Svizzera esistita tra il XIII e il XIX secolo. Diffuse nella Svizzera orientale e meridionale, originariamente indicavano comunità organizzate attorno a un principio di rotazione (latino rota, "ruota"), sia dell'attività lavorativa offerta dagli abitanti (per esempio cooperative di trasportatori), sia dello sfruttamento delle risorse (per esempio sfruttamento dei boschi).
Ebbero particolare rilievo nel Canton Appenzello, dove assunsero anche funzioni militari e politiche e, nel XV secolo, si trasformarono in enti territoriali. Omologhe quindi agli altri comuni della Svizzera, conservarono tali caratteristiche anche dopo la divisione del Canton Appenzello nei due semicantoni Appenzello Interno e Appenzello Esterno (1597). Nel Canton Appenzello Interno furono soppresse solo nel 1872-1873.